# سوانسی (کارولینای جنوبی)
سوانسی(به انگلیسی: Swansea) شهری در ایالت کارولینای جنوبی کشور ایالات متحده آمریکا است که جمعیت آن در سرشماری سال ۲۰۱۰ میلادی، ۸۲۷ نفر بوده‌است.